# El Partidero
El Partidero är en ort i Mexiko.   Den ligger i kommunen Zontecomatlán de López y Fuentes och delstaten Veracruz, i den sydöstra delen av landet, 170 km nordost om huvudstaden Mexico City. El Partidero ligger 574 meter över havet och antalet invånare är 249.
Terrängen runt El Partidero är kuperad, och sluttar österut. Runt El Partidero är det ganska glesbefolkat, med 36 invånare per kvadratkilometer. Närmaste större samhälle är Xochiatipan de Castillo, 12,2 km norr om El Partidero. I omgivningarna runt El Partidero växer huvudsakligen savannskog.